# Томас Райтер
Томас Артур Райтер (на немски: Thomas Arthur Reiter) е космонавт на Европейската космическа агенция и полковник в Луфтвафе. Към 2008 г. е в топ 25 на космонавтите, прекарали най-много време в космоса. Живее в малък град в Долна Саксония.
През 1982 г. Райтер получава диплома по астронавтика от Университета на Германските федерални воъръжени сили в Мюнхен. Завършва тренировката си за пилот в Германия и Тексас.
Райтер е служил като бордови инженер на полети „Евромир 95“ и „Союз ТМ-22“ до космическа станция „Мир“. По време на престоя си на Мир, който е общо 179 дни, космонавтът излиза 2 пъти в открития космос.
Между 1996 и 1997 г. изкарва допълнително обучение на борда на космическите кораби „Союз“ и получава сертификат, който му позволява да бъде командир на тричленен екипаж на борда на „Союз“ при връщането му от МКС.
След това тренира 6 месеца за мисия на борда на Международната космическа станция. Томас Райтер се присъединява към „Експедиция 13“, която излита със совалката „Дискавъри“ на полет STS-121. Изстрелването е планирано за 1 юли 2006, но по-късно е изместено на 2 юли и после на 4 юли 2006 г. заради лоши атмосферни условия.
След това взема участие в следващата мисия „Експедиция 14“ и се прибира на Земята чак с полет STS-116 на совалката „Дискавъри“.
Райтер има стаж в космоса 350 дни – това е космонавтът с най-много дни в космоса, който не е нито от американски, нито от руски произход.